# Eupodoscirtus idoneus
Eupodoscirtus idoneus är en insektsart som beskrevs av Andrej Vasiljevitj Gorochov 2004. Eupodoscirtus idoneus ingår i släktet Eupodoscirtus och familjen syrsor. Inga underarter finns listade i Catalogue of Life.